# Afrocoelichneumon natalensis
Afrocoelichneumon natalensis là một loài tò vò trong họ Ichneumonidae.